# Jazz Centrum Vlaanderen
Jazz Centrum Vlaanderen is een documentatie- en informatiecentrum in Dendermonde dat zich richt op de archivering van documentatie en geluids- en visuele opnames van traditionele jazz en bluesmuziek.
Het centrum heeft daarnaast een museumfunctie, met rondleidingen, thematentoonstellingen, videopresentaties en workshops. Daarnaast bevordert het de jazz en blues door middel van concerten, publicaties, voordrachten en nieuwsbrieven.
De collectie geeft inzicht in hoe de jazz en blues zich sinds de beginjaren in de Verenigde Staten ontwikkelden en sinds de jaren vijftig in Vlaanderen (zie jazz in België). Er is zeldzaam materiaal aanwezig, zoals foto- en video-opnames tijdens festivals en concerten in clubs. Het archief is door het publiek te raadplegen.
Het centrum is gevestigd nabij de Honky Tonk Jazz Club die in 1965 werd opgericht.